# Schwimmende Photovoltaik

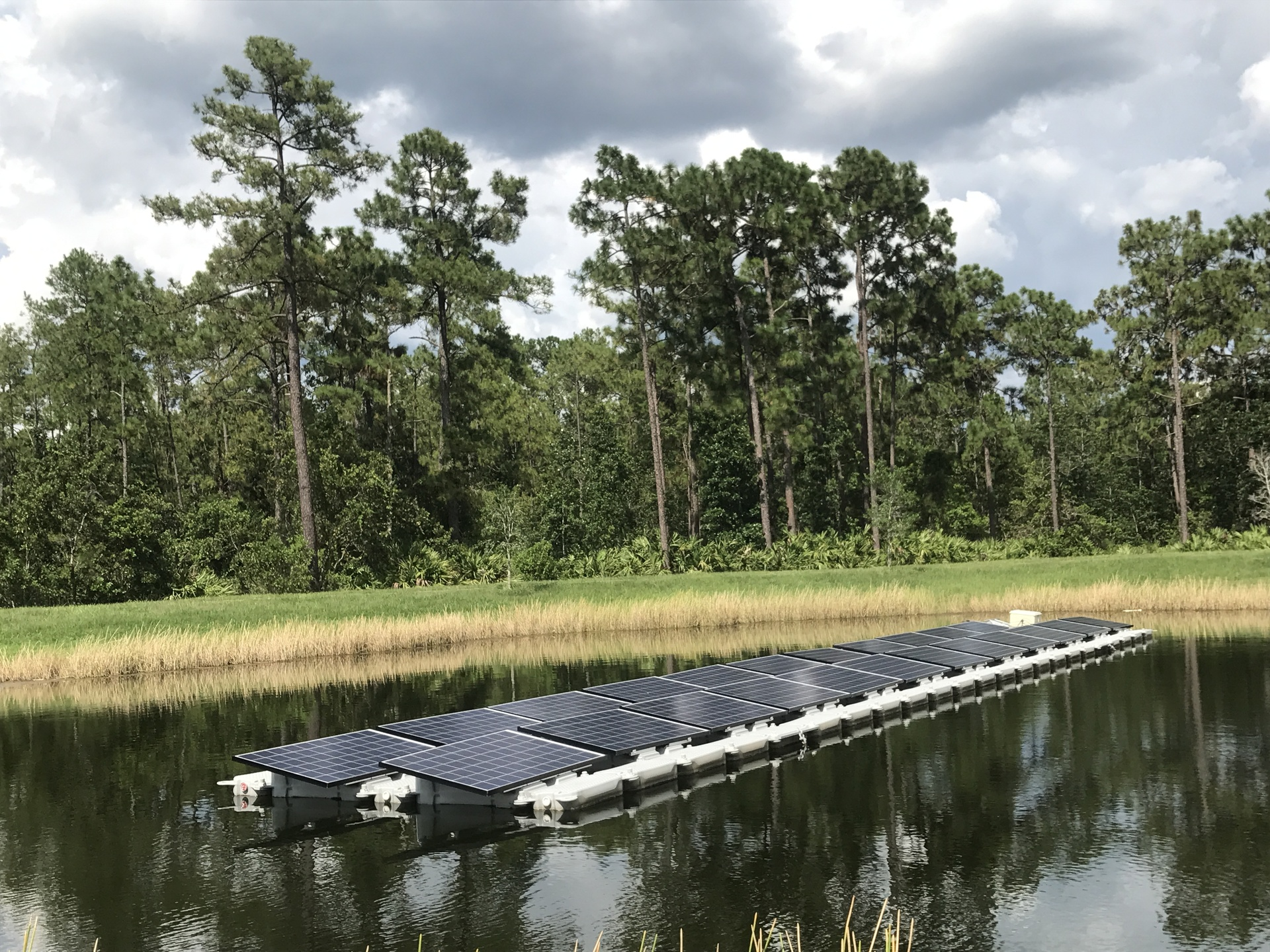
Das Projekt “Floatovoltaics” an der University of Central Florida

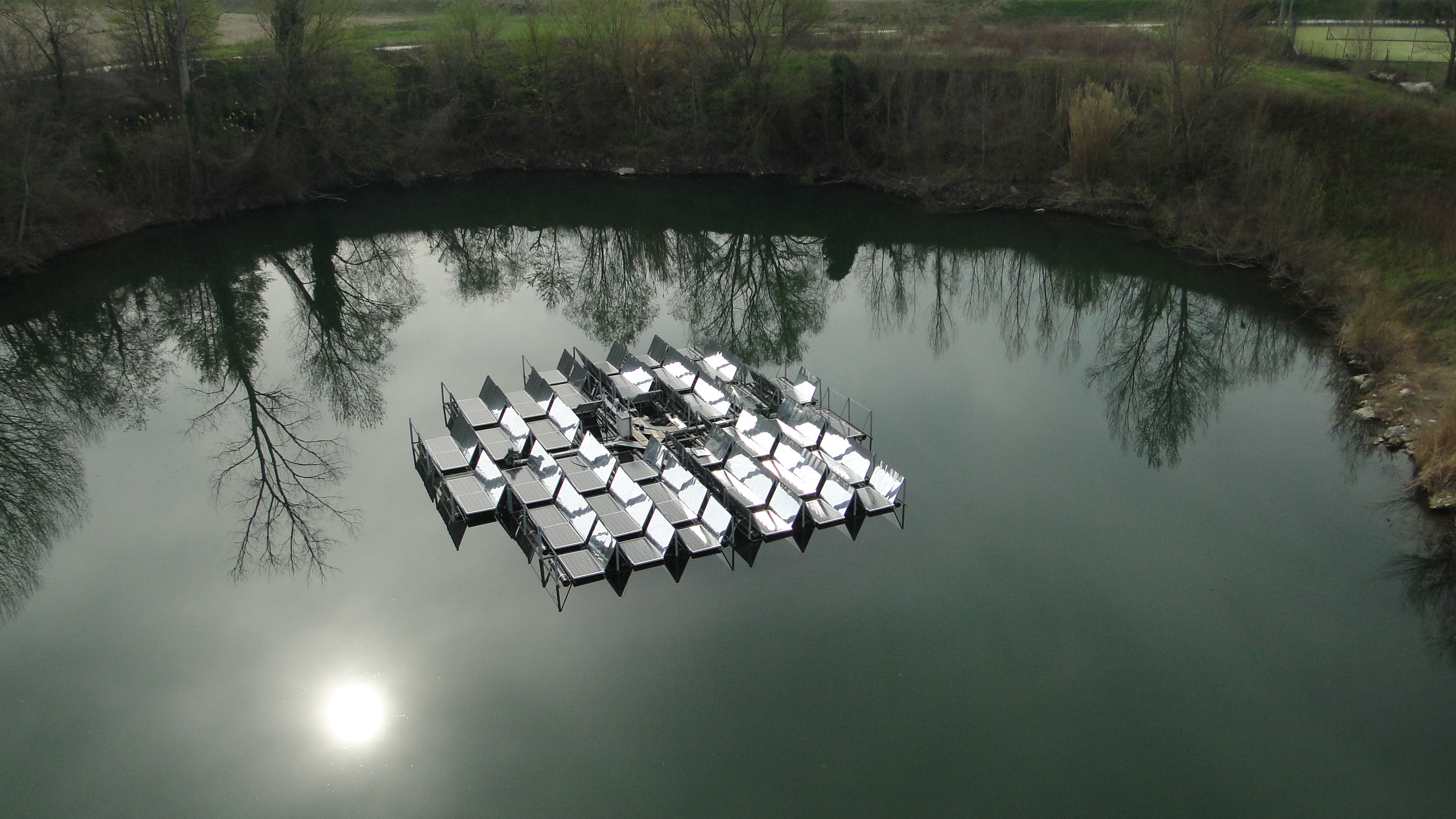
Schwimmendes PV-System mit Sonnennachführung (“Solartracker”), Kühlsystem und reflektierenden Spiegeln zur Konzentration der einfallenden Sonnenstrahlung in Colignola/Italien im Jahr 2012

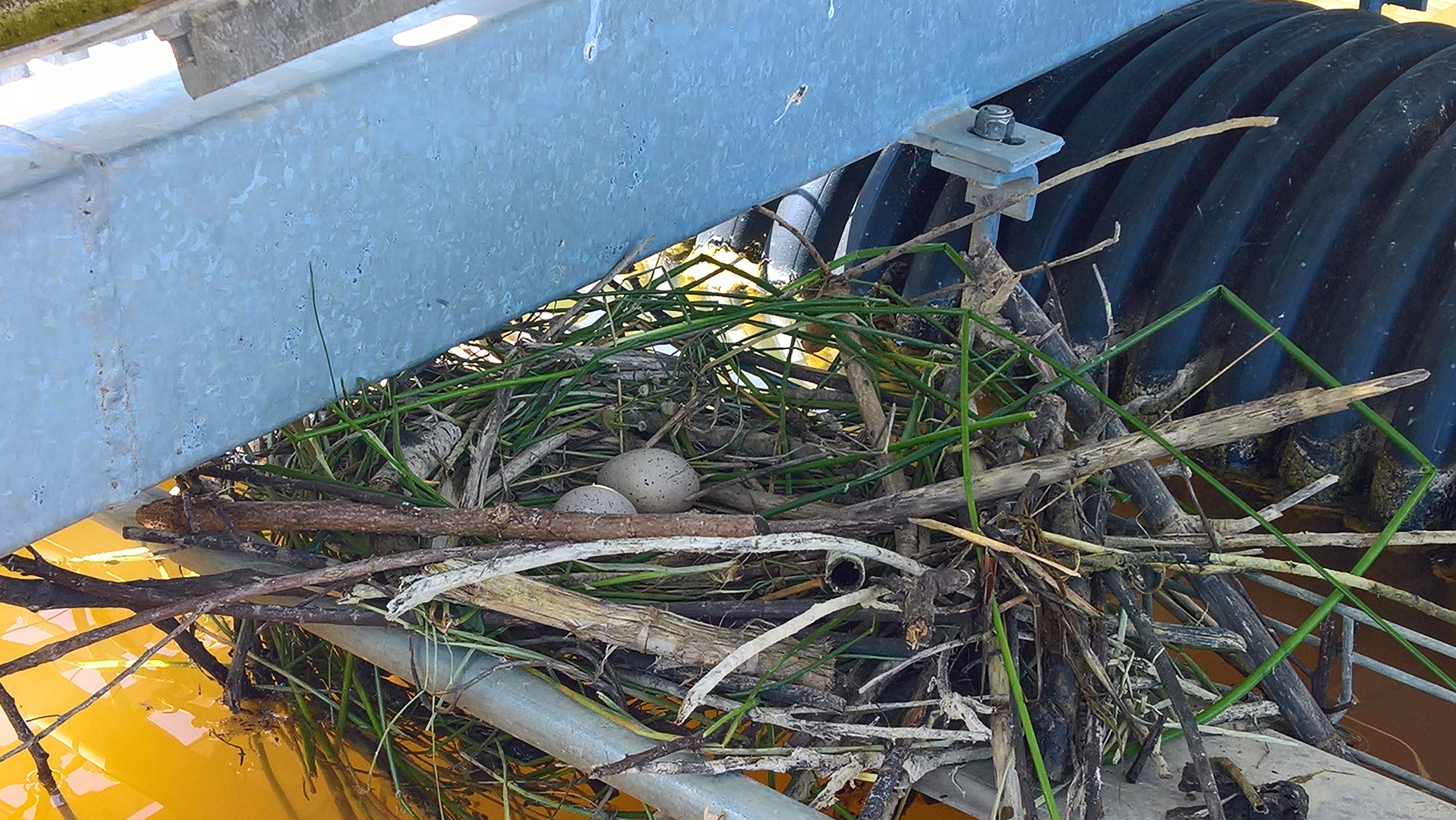
Vogelnest unter dem Paneel einer schwimmenden Photovoltaikanlage in Colignola/Italien

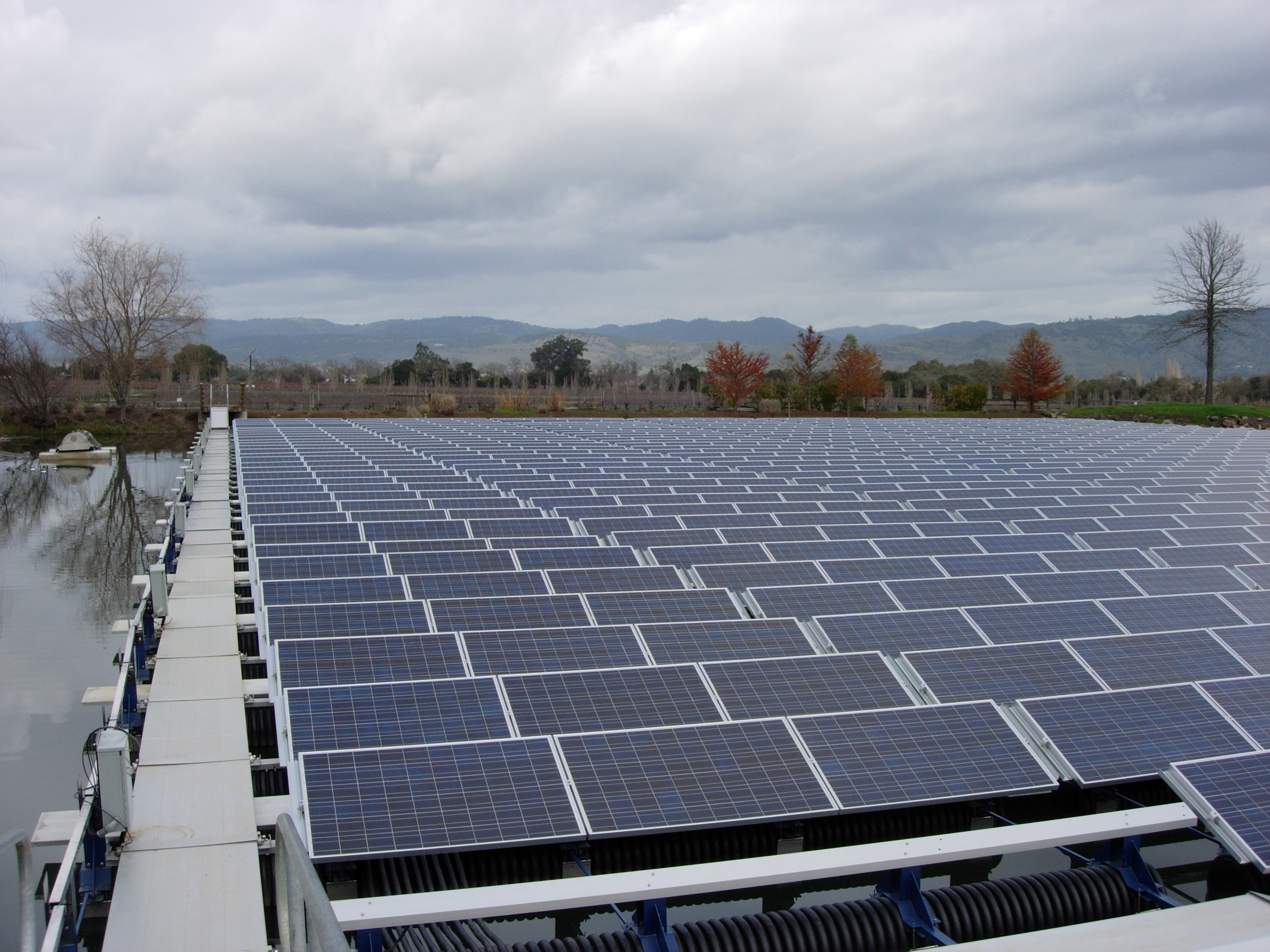
Weingut Far Niente im Napa Valley, Kalifornien. Die Anlage wurde auf einem bestehenden Bewässerungsbecken installiert.

Schwimmende Photovoltaik (englisch „floating photovoltaics“, „floatovoltaics“) bezeichnet den Betrieb von Photovoltaikanlagen auf Wasserflächen, wobei die Solarmodule auf einer schwimmenden Unterkonstruktion oder auf Schwimmkörpern montiert werden. Die Technik wird in der Regel auf stehenden Gewässern wie (Stau-)seen eingesetzt, Prototypen existieren aber auch bereits für den Einsatz auf der Meeresoberfläche.

## Vorteile und Marktakzeptanz schwimmender Photovoltaikanlagen
Einige Weltregionen haben eher Wasserflächen als Land zur Verfügung, und schwimmende Photovoltaik ist eine Option zur Nutzung. Der Markt für diese erneuerbare Energietechnologie ist seit 2016 rasant gewachsen. Die ersten 20 Anlagen mit einer Leistung von einigen Dutzend kWp wurden zwischen 2007 und 2013 gebaut. Die installierte Leistung erreichte 2020 immerhin drei GW, für 2025 werden zehn GW prognostiziert.
Für diese Entwicklung gibt es mehrere Gründe:
- Keine Landnutzung: Der Hauptvorteil schwimmender PV-Anlagen besteht darin, dass sie außer den begrenzten Flächen, die für Schaltschrank- und Netzanschlüsse erforderlich sind, keine Landfläche einnehmen. Ihr Preis ist vergleichbar mit landgestützten Anlagen und sie bieten eine gute Möglichkeit, den Flächenverbrauch zu reduzieren.
- Installation, Betrieb und Außerbetriebnahme: Schwimmende PV-Anlagen sind kompakter als landgestützte Anlagen und sie können dem Sonnenstand leicht nachgeführt werden, durch Solartracker.
- Sie brauchen keine festen Strukturen wie z. B. Fundamente, sodass ihre Installation vollständig reversibel sein kann.
- Wassereinsparung und Wasserqualität: Die teilweise Abdeckung von Wasserflächen kann die Wasserverdunstung reduzieren. Dieser Effekt hängt von den Klimabedingungen und vom Anteil der bedeckten Fläche ab. In trockenen Klimazonen wie in Teilen Indiens oder Afrikas ist dies ein wichtiger Vorteil, da etwa 30 % der Verdunstung der bedeckten Oberfläche eingespart werden. Dies ist insbesondere dann von Nutzen, wenn die Wasserflächen auch für Bewässerungszwecke verwendet werden. Der Albedo-Wert des Wassers liegt ähnlich hoch wie der der PV-Anlage. Dies bedeutet, dass es zu keiner zusätzlichen Erwärmung kommt.
- Die Kühlung der schwimmenden Struktur ist einfach. Die natürliche Kühlung entsteht durch die Verdunstungskälte des Wassers. Dadurch steigt der Wirkungsgrad der PV-Module.
- Besonders interessant sind solche Anlagen in gefluteten Kohle-Tagebaugruben oder auf Stauseen mit einem Wasserkraftwerk, da dort die notwendige Strominfrastruktur bereits vorhanden ist. Hier kann die Wasserkraft auch als Nacht- oder Saisonspeicher der PV-Anlage dienen.
- Schwimmende PV-Anlagen können unter Umständen auch friedensfördernd wirken. Der Stausee der Grand-Ethiopian-Renaissance-Talsperre am Oberlauf des Blauer Nil in Äthiopien wurde ab 2011 gebaut und ab 2020 befüllt, also die Richtung Sudan und Ägypten ablaufenden Wassermengen reduziert. Wenn Stauseen mit schwimmenden Photovoltaikanlagen ergänzt werden würden, könnten die Konflikte an solchen Lebensadern abgebaut werden. Durch PV-Strom würde frühzeitiger mehr Elektrizität erzeugt, und auch durch Erweiterung zum Pumpspeicherkraftwerk könnten Stauseen flexibler und verträglicher genutzt werden.
- Die Anlagen können in Kombination mit Fisch und Krabbenfarmen genutzt werden. Durch die Mehrfachnutzung der schwimmenden Anlagen werden signifikante Mehrerlöse erzielt bzw. Kosten gesenkt. Fischfarmen können dadurch autonom betrieben werden, überschüssige Energie verkaufen oder Wasserstoff herstellen.[1][2] Auch in Singapur gibt es Pilotprojekte, die Solaranlagen mit Fischfarmen verbinden.[3]
- Die Algenproduktion in Seen mit installierten schwimmenden Solaranlagen reduziert sich signifikant. Algen können zu Gesundheitsproblemen führen, wenn der See zur Trinkwasserversorgung genutzt wird.[4]
- Keine Abschattung durch Bewuchs oder Gebäude

## Nachteile von schwimmenden Solaranlagen
- Schwimmende Solaranlagen lohnen sich normalerweise nur bei hohen Kapazitäten. Sie sind nicht für jeden Investor geeignet.
- Normalerweise befinden sich Wasserflächen in der öffentlichen Hand. Genehmigungsverfahren von privaten Investoren sind daher langwierig und schwierig.
- Die Solarpanel müssen gegen die extremeren Bedingungen auf Seen und besonders auf Meeren besonders robust gebaut sein.
- In Deutschland ist die mit PV belegbare Fläche auf künstlichen Seen durch das Wasserhaushaltsgesetz begrenzt: Es dürfen maximal 15 % der Wasseroberfläche versiegelt werden und ein Mindestabstand von 40 Metern vom Ufer muss eingehalten werden.[5] Daher werden vor allem kleinere Gewässer als nicht profitabel für die Energiegewinnung angesehen. Bei vertikal aufgestellten PV-Anlagen auf dem Wasser verhält sich allerdings anders: Die 15 % Versiegelung werden praktisch nie erreicht.

## Einsatzstandorte und -regionen

### Deutschland

Schwimmende 3 MW Photovoltaik-Freiflächenanlage (Floatovoltaic) der Quarzwerke GmbH auf dem Silbersee III in Haltern am See

In Deutschland gibt es erste schwimmende PV-Anlagen. Meist auf Baggerseen errichtet, dienen sie den betreibenden Unternehmen in erster Linie zur anteiligen direkten Stromversorgung. In Leimersheim in Rheinland-Pfalz z. B. befand sich 2021 die leistungsfähigste Anlage in Deutschland.
Mit 750 kWp Leistung ging 2020 auf einem Baggersee bei Weeze das größte schwimmende Photovoltaik-Kraftwerk Nordrhein-Westfalens ans Netz.
2025 wird auf einem Kiesteich in Gilching bei München eine schwimmende Photovoltaik-Anlage mit 1,8 Megawatt Leistung fertiggestellt. Das Besondere: Diese Anlage wird mit vertikalen und unter Windlasten auslenkbaren PV-Modulen errichtet. Weiteren Planungen sind ehrgeiziger: In der Lausitz soll zum Beispiel auf einem See, der nach dem Ende des Braunkohleabbaus entsteht, eine 21-MWp-Anlage errichtet werden.

### Europa
Mit ihrer 17-MW-Spitzenleistung war die schwimmende Photovoltaik-Anlage im Örtchen Piolenc (Frankreich) für einige Zeit die größte FPV in Europa.
Bei den beiden neuen Floating-PV-Anlagen handelt es sich um den 41,1-MW-Park Sellingen und den 29,8-MW-Park Uivermeertjes. Diese sind nun die beiden größten schwimmenden Photovoltaik-Anlagen in Europa. An dritter Stelle folgt der 27,4-MW-Floating-PV-Park von Baywa re in Bomhofsplas. Portugal hat im Jahr 2022 insgesamt 183 MW an Leistung für schwimmende Anlagen auf Stauseen vergeben. 2023 soll ein erstes Projekt mit schwimmenden Solaranlagen in der belgischen Nordsee verwirklicht werden.

### Asien
Die führende Rolle spielen asiatische Länder, vor allem China. Auch in vielen anderen Teilen Asiens ist die schwimmende Photovoltaik weit verbreitet. Die Kombination mit Wasserkraftwerken bietet zudem die Möglichkeit, die Energieproduktion konstant zu halten: Tagsüber liefert die Sonne die Energie, nachts das Wasser. Die Argumente finden in Asien breitflächig Gehör. Thailands Energiebehörde plant eine Reihe von schwimmenden Solaranlagen auf Stauseen mit einer Gesamtleistung von 2,7 Gigawatt. Auch in Vietnam und Laos entstehen Projekte mit mehreren hundert Megawatt. In Indien laufen derzeit Arbeiten an schwimmenden Anlagen mit einer Leistung von 600 Megawatt. Weitere vier Gigawatt sind in dem Land in Planung. Südkorea kündigte ein 2,1-Gigawatt-Projekt an.
Viele Projekte sind in der Planungsphase, z. B. in Indonesien. Die Photovoltaikanlage auf dem Duriangkang-Stausee im Süden der Insel wird eine Leistung von 2,2 Gigawatt haben und sich über eine Fläche von rund 1600 Hektar erstrecken.

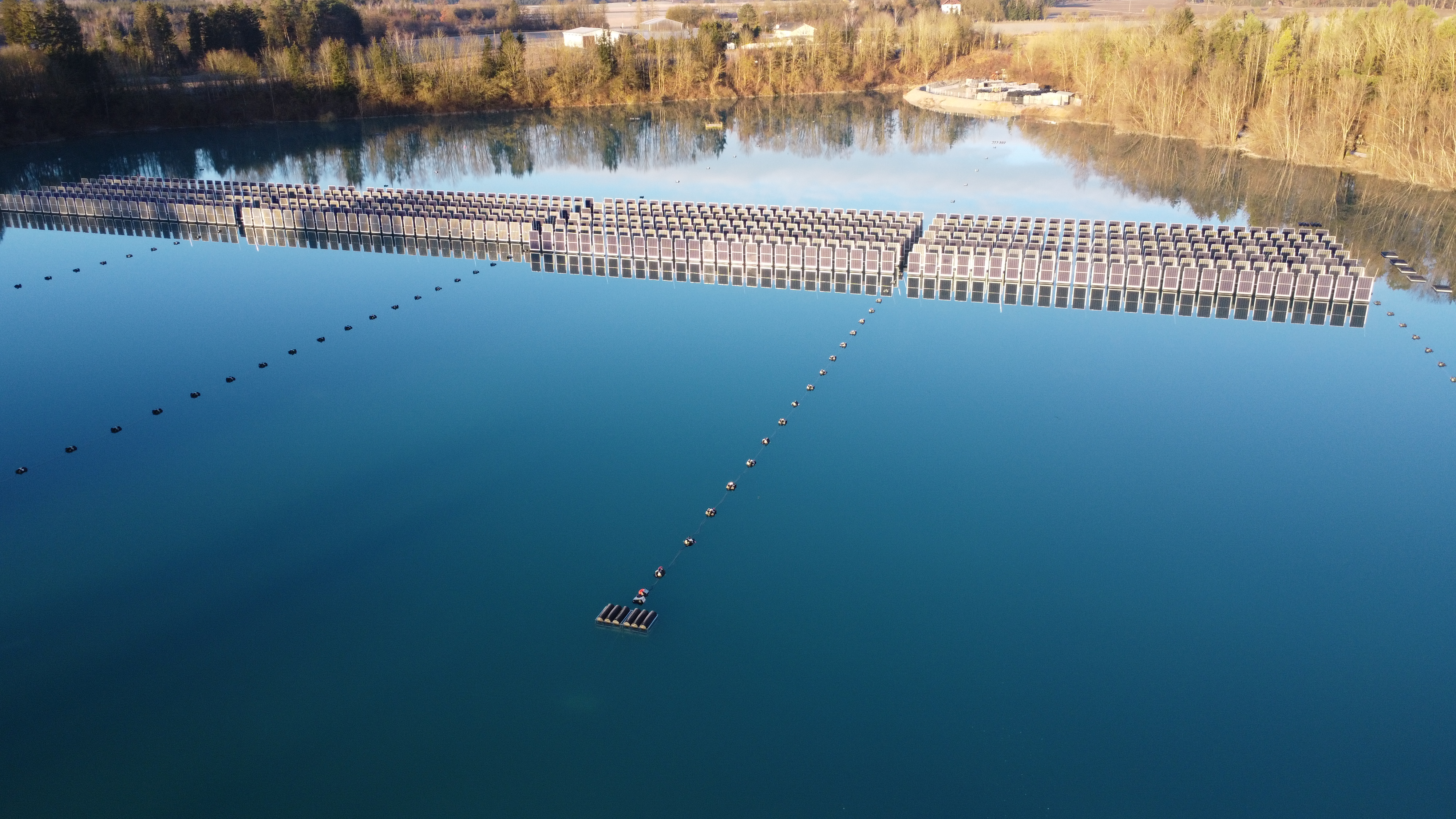
Schwimmende Photovoltaikanlage mit vertikal aufgestellten PV-Modulen auf Kiesteich in Gilching bei München

Im Januar 2022 hat Huaneng Power die größte schwimmende Photovoltaikanlage der Welt in Betrieb genommen. Die Anlage in Dezhou in der chinesischen Provinz Shandong gut 300 km südlich von Peking liegt auf einem Stausee und hat eine Leistung von 320 MW. Das Kraftwerk hat die größte einzelne Kapazität eines Photovoltaikkraftwerks an einem eigenen Standort auf einem Gewässer. In der Nähe erzeugt ein Windpark an Land 100 MW Leistung, dazu kommt ein 8-MWh-Energiespeicher. Pro Jahr sollen dort 550 Millionen kWh Strom erzeugt werden.

### Besondere Standorte
In der Schweiz gibt es einen schwimmenden Solarpark auf einem Stausee auf 1810 Metern Höhe. Hier muss die Anlage insbesondere mit dickem Eis fertig werden. In der Walliser Gemeinde Bourg-Saint-Pierre in den Schweizer Alpen findet man diese Anlage, die weltweit einzigartig ist. Eine Besonderheit stellt die Tatsache dar, dass der See im Winter nahezu komplett entleert wird. Die Anlage ist so ausgelegt, dass sie auch in diesem Fall Energie liefern kann.

## Energieeffizienz im Vergleich zur Wasserkraft im Verhältnis zur Wasserfläche
Meist wird die Ertragsfähigkeit der Photovoltaik im Verhältnis zur Wasserkraft unterschätzt. Im Regelfall kann auf 2 % der Wasserfläche die gleiche Menge an elektrischem Strom erzeugt werden, welche die Turbinen des Wasserkraftwerks in das Netz einspeisen. Dies lässt sich am Beispiel des Stausees am Nil, dem Nassersee, zeigen. Er hat eine Fläche von ca. 5000 km² und speist etwa 10 Milliarden kWh Strom pro Jahr ein. Photovoltaikmodule auf einer Wasserfläche von 100 km² speisen ebenso mindestens 10 Mrd. kWh ein.
Wenn Portugal sich zum Ziel setzt, 20 % der Wasserfläche der Stauseen mit PV-Anlagen zu bedecken, ist dies bedeutsam für die Energiewende über Portugal hinaus.

## Potentialanalyse und rechtliche Einordnung
Wenn ein Prozent der Wasseroberfläche künstlicher Gewässer in Europa genutzt wird, ergibt sich ein Potenzial für schwimmende PV-Anlagen von 20.000 MWp. In Deutschland sind mittelfristig auch nicht dauerhaft geflutete Konversionsflächen in Betracht zu ziehen, zum Beispiel stillgelegte Tagebauflächen. Neben einer wasserrechtlichen Zulassung ist auch noch eine Genehmigung erforderlich, die Wasserfläche gegenüber dem Eigentümer nutzen zu dürfen, sofern man nicht selbst Eigentümer ist. Mit dem Eigentümer ist dann ein entsprechender Gestattungs-, Pacht- oder Leihvertrag abzuschließen. Idealerweise sollte dieser Vertrag mit einer Dienstbarkeit abgesichert werden. Weitere Nutzungsrechte Dritter am Gewässer sind zu bedenken, z. B. Fischereirechte oder Schifffahrtsrechte.

## Umweltauswirkungen
Erste Untersuchungen haben zu einem positiven Ergebnis geführt. Da die Technologie noch sehr jung ist, sind weitere begleitende Untersuchungen erforderlich. Die Regierung von Singapur hat eine umfangreiche Studie in Auftrag gegeben, welche feststellte, dass die Umweltbeeinflussung für Natur und Wildtiere minimal ist. Umweltverbände wurden in die Studie einbezogen. Auch in der Schweiz wurde für die schwimmende Solaranlage auf dem Lac des Toules eine Umweltverträglichkeitsprüfung durchgeführt und verschiedene Umweltorganisationen wurden konsultiert. Weder Fauna noch Wasserflora werden von der Anlage beeinträchtigt bestätigten mehrere Umweltverbände. Trotzdem müssen einige Faktoren berücksichtigt werden. Die Interaktion zwischen Wasser und Oberfläche kann gestört werden. Es könnten aber auch geschützte Zonen für Fische entstehen. Dadurch treten Probleme mit Fischern auf, welche diese Gebiete nicht nutzen können und der Seegrund wird übermäßig durch Ausscheidungen der Fische belastet. Durch Installations- und Reinigungsaktionen könnte der See verschmutzt werden.

## Kombination mit der schwimmenden Windkraft
Gerade auf dem Meer braucht es sehr stabile Strukturen, die die alleinige Nutzung der PV auf dem Meer unwirtschaftlich erscheinen lässt. Eine Kombination, unter anderem mit Windkraft, bietet sich an. Es sind vor allem hybride schwimmende Plattformen, die hier zukunftsfähig sein könnten. Also eine Kombination aus PV, Windkraft und Wellenkraft.

## Beispiele bestehender oder geplanter Anlagen
- Saemangeum floating solar energy project in Korea. Es soll eine Kapazität von 2,1 Gigawatt haben. Die Anlage wird im Gelben Meer errichtet.[30]
- Dezhou Dingzhuang Anlage in China mit einer Kapazität von 320 Megawatt.[31]
- Die Anlage in Huainan City, Anhui, China mit einer Kapazität von 150 Megawatt[32]
- Die Anlage im Tengeh Reservoir in Singapur mit einer Leistung von 60 Megawatt[33][34]
- Die Anlage auf dem thailändischen Stausee Sirindhorn in der Nähe zur Grenze nach Laos mit einer Kapazität von 45 Megawatt.
- Lac des Toules in der Schweizer Gemeinde Bourg-Saint-Pierre auf 1810 Meter Höhe mit einer Kapazität von 800.000 Kilowattstunden im Jahr.[35]